# Preußische S 6
Die Dampflokomotiven der Gattung S 6 der Preußischen Staatseisenbahnen (spätere Baureihe 13.10–12 der Deutschen Reichsbahn) waren für den Schnellzugdienst vorgesehen. Sie hatte zwei vorlaufende Laufachsen, zwei Kuppelachsen und ein Heißdampftriebwerk mit zwei Zylindern.

## Entwicklungsgeschichte

Preußische S 6 in Frontalansicht

Nach der nicht ganz befriedigenden Entwicklung der Gattungen S 4 und S 5 bestand in Preußen weiterhin ein Bedarf an schnelleren und leistungsfähigeren Schnellzuglokomotiven. Hierzu legte 1904 der Dezernent für Bauarten und Beschaffung der Lokomotiven Robert Garbe dem Lokausschuss einen von Linke-Hofmann in Breslau erstellten Entwurf für eine 2'B h2-Schnellzuglokomotive vor. Dieser war eine Weiterentwicklung der Gattung S4, die ebenfalls die Bauart 2'B h2 hatte.
Es soll dabei ein besonderes Anliegen von Garbe gewesen sein, die Überlegenheit seiner Konstruktionen gegenüber den vierzylindrigen Nassdampf-Verbundlokomotiven, insbesondere der bereits zuvor gebauten Gattung S 7 nachzuweisen.
1905/1906 setzte Garbe dann den Bau der S 6 durch. Zwischen 1906 und 1913 wurden 584 Exemplare von Linke-Hofmann, den Henschel-Werken und der Maschinenbauanstalt Humboldt (Köln) hergestellt. Sie war die letzte zweifach gekuppelte Schnellzuglokomotive, die in Deutschland hergestellt wurde und eine Zeit lang die wirtschaftlichste Lokomotive der Preußischen Staatsbahnen.

## Konstruktive Merkmale

Konstruktionszeichnung der S 6

Die Ausführung bereitete zunächst große Schwierigkeiten, da eine zulässige Achslast des Schienennetzes von 16 Tonnen einzuhalten war.
Diese Beschränkung führte dazu, dass an vielen Stellen Gewicht eingespart wurde. Der Plattenrahmen wurde anfänglich mit 22 Millimetern Materialstärke ausgeführt, musste aber dann doch zu den üblichen 25 mm Blechdicke umgebaut werden.
Bei den ersten Maschinen wurde ein Rauchkammerüberhitzer eingebaut, doch noch im ersten Baujahr wurde die Konstruktion auf Rauchrohr-Überhitzer der Bauart Schmidt umgestellt. Der lange Kessel wurde weit nach vorne geschoben um Gewicht auf die vorderen Laufräder zu übertragen und die Höchstgrenzen für den Achsdruck einzuhalten, dadurch gewann die Maschine das typische Erscheinungsbild einer „Garbe-Lok“.
Die Treibräder der S6 hatten den eher seltener verwendeten Durchmesser von 2100 mm, um die Drehzahl niedrig zu halten und ein ruhigeres Arbeiten des Triebwerkes zu gewährleisten. Ursprünglich war ein Durchmesser von 2200 mm vorgesehen, der jedoch letztlich um 100 mm reduziert wurde.
Von den Einsparungen war auch der gewichtsträchtige Massenausgleich des Triebwerks nachteilig betroffen. Das führte zu ausgeprägten Zuckbewegungen bei der Fahrt. Abhilfe erreichte man, indem man den Tender als Dämpfungsmasse enger an die Lok kuppelte bei erhöhter Vorspannung der Pufferfedern.
Erst als 1910 die Strecken für eine Belastung von 17 Tonnen Achslast ausgebaut waren, konnten notwendige Verstärkungen vorgenommen werden. Die S 6 war damit die schwerste 2’B-Type in Kontinentaleuropa, sie war auch den später gebauten Vierzylinder-Nassdampflokomotiven der Gattung S 7 überlegen.
Die Führerhäuser wurden zunächst mit spitz zulaufenden Windschneiden-Fronten und kegelförmigen Rauchkammertüren gebaut, um den Luftwiderstand zu verringern. Eine unangenehme Nebenwirkung der Windschneiden-Führerhäuser war jedoch, dass das Lokpersonal nachts durch Spiegelungen der schräg stehenden Front-Fensterscheiben geblendet wurde. Ab 1908/1909 wurden die Führerhäuser mit flacher Stirnwand ausgeführt.
Die Lokomotiven wurden mit Tendern der Bauart pr 2’2’ T 21,5 ausgestattet.

## Leistungen
Die S 6 erreichte ihre höchste indizierte Leistung bei einer Geschwindigkeit von 100 km/h mit 1160 PS (870 kW). In der Ebene konnte sie einen Zug mit 500 Tonnen Gewicht (entspricht dreizehn vierachsigen Durchgangszug-Wagen) mit einer Beharrungsgeschwindigkeit von 90 km/h befördern. Bei Maschinen mit Speisewasservorwärmer lag diese Leistung noch um etwa zehn Prozent höher.

## Verbreitung
Bis auf die Direktionen Berlin und Königsberg (an anderer Stelle wird auch Saarbrücken genannt) wurden von allen preußischen Eisenbahn-Direktionen S 6 beschafft. Es gab nur sehr wenige Bestandsverschiebungen.
| Direktion | Anzahl S6 | Direktion | Anzahl S6 | Direktion | Anzahl S6 |
| --------- | --------- | --------- | --------- | --------- | --------- |
| Altona    | 70        | Elberfeld | 23        | Kattowitz | 21        |
| Breslau   | 44        | Erfurt    | 17        | Magdeburg | 41        |
| Bromberg  | 31        | Essen     | 31        | Mainz     | 9         |
| Cassel    | 10        | Frankfurt | 5         | Münster   | 45        |
| Cöln      | 27        | Halle     | 68        | Posen     | 35        |
| Danzig    | 21        | Hannover  | 42        | Stettin   | 44        |

Nach dem Ersten Weltkrieg wurden die S 6 sowohl im Schnellzugdienst (Leipzig–Dresden, Berlin–Dresden und andere) als auch im Personenzugdienst eingesetzt. Viele Maschinen wurden in Dresden zusammengezogen.

## Verbleib

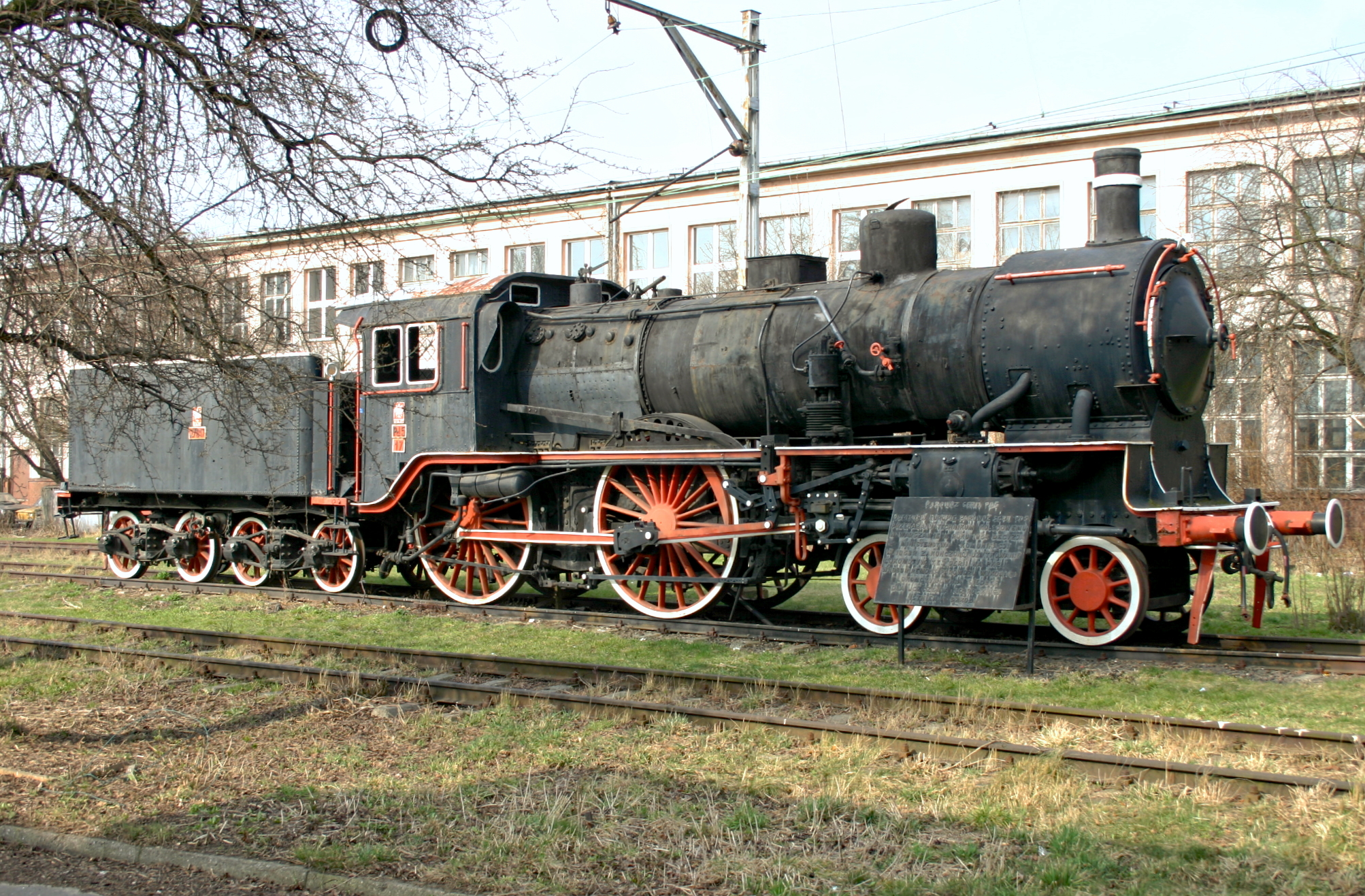
S6 als polnische Pd 5-17, ehemaliges Ausstellungsstück am Technikum Kolejowe in Warschau 2005

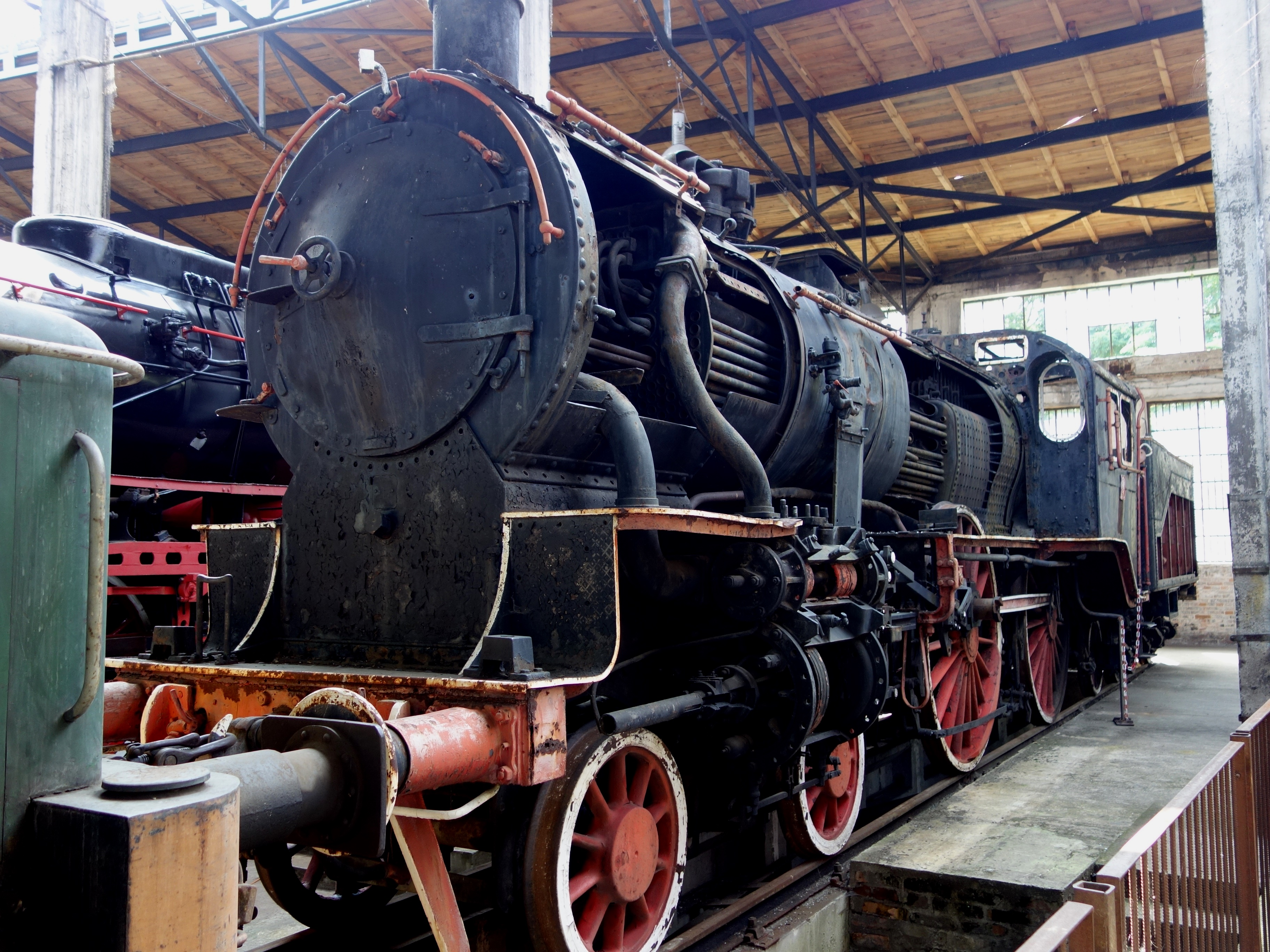
Dieselbe Lok 2017 unter Dach im Eisenbahnmuseum Skierniewice

Die S 6 wurde ab 1912 von der S 10 aus dem schweren Schnellzugdienst verdrängt.
Im Umzeichnungsplan der Deutschen Reichsbahn für Länderbahnlokomotiven von 1923 waren noch 442 S 6 für die Nummerierung mit 13 1001 bis 13 1442 vorgesehen. Im dritten, endgültigen Umzeichnungsplan werden nur noch 286 Maschinen aufgeführt, die als 13 1001 bis 13 1286 ausgewiesen waren.
Die letzten Maschinen in Deutschland wurden zwischen 1926 und 1931 ausgemustert.
Nach dem Ersten Weltkrieg wurden als Reparationsleistungen 81 S 6 an Polen, 42 an Belgien, zwei an Italien und eine an Litauen abgegeben. Die dorthin gelangten Maschinen wurden noch wesentlich länger eingesetzt und in Belgien erst bis 1956 ausgemustert.
Im Zweiten Weltkrieg kamen insgesamt 56 S6 aus Polen als 13 501-556 in den Bestand der Reichsbahn.
Eine S 6 (13 1247, gebaut in Breslau 1912) wird heute in Skierniewice (Polen) erhalten, diese war vorher jahrelang Ausstellungsstück am Technikum Kolejowe in Warschau.